# (13015) Noradokei
(13015) Noradokei est un astéroïde de la ceinture principale.

## Description
(13015) Noradokei est un astéroïde de la ceinture principale. Il fut découvert le 14 décembre 1987 à Geisei par Tsutomu Seki. Il présente une orbite caractérisée par un demi-grand axe de 2,56 UA, une excentricité de 0,27 et une inclinaison de 16,5° par rapport à l'écliptique.